# Шевченківське (Новомиколаївська селищна громада)
Шевче́нківське — село в Україні, у Новомиколаївській селищній громаді Запорізького району Запорізької області.
Населення становить 258 осіб. До 2020 орган місцевого самоврядування - Зеленівська сільська рада.

## Географія
Село Шевченківське знаходиться на відстані 1 км від села Благодатне та за 1,5 км від села Зелене. Селом протікає річка Безіменна. Поруч проходить автомобільна дорога Н15. 

## Історія
1923 — дата заснування як села Ганнівка
12 червня 2020 року, відповідно до Розпорядження Кабінету Міністрів України від № 713-р «Про визначення адміністративних центрів та затвердження територій територіальних громад Запорізької області», увійшло до складу Новомиколаївської селищної громади.
19 липня 2020 року, в результаті адміністративно-територіальної реформи та ліквідації Новомиколаївського району, село увійшло до складу Запорізького району.

## Населення

### Мова
Розподіл населення за рідною мовою за даними перепису 2001 року:
| Мова            | Кількість | Відсоток |
| --------------- | --------- | -------- |
| українська      | 245       | 94.96%   |
| російська       | 12        | 4.65%    |
| інші/не вказали | 1         | 0.39%    |
| Усього          | 258       | 100%     |